# محسن يوسف
محسن يوسف (1939-21 ديسمبر 2023) هو كاتب سوري ولد  في مدينة اللاذقية بسوريا، توفي بسبب إصابته بإلتهاب رئوي حاد. دفن في مسقط رأسه باللاذقية. متزوج ولديه خمسة أولاد ذكور وست فتيات.  
من أعلام كتاب القصة القصيرة في سوريا ومن أول مؤسسي اتحاد الكتاب العرب، كتب في القصة القصيرة والشعر والرواية وأدب الطفل والسيناريو كما أن لديه دراسات، عديدة تصنف ضمن الدراسات النقدية، نال جوائز عربية كثيرة في كل بقاع الأرض يكتب في العديد من المجلات والصحف اليومية والشهرية المحلية والعربية، الكثير من رسائل الدكتوراه والماجستير تناولت أعماله، من مبدعي الأدب العربي في سوريا ترجمت أعماله للعديد من اللغات منها الروسية والعبرية والصينية والفارسية ،ظهر لأول مرة على التلفزيون السوري في برنامج «ابن البلد».

## أهم أعماله

### دراسات
- الظواهر القصصية عند العرب
- القصة في الوطن العربي
- النص الأدبي في مواجهة الكاميرا
- نحو ملحمة روائية عربية
- المراه في الكتب المقدسة
- أدباء من اللاذقية

### روايات
- الذي غير وجه التاريخ
- أحزان تلك الأيام
- الجنون العظيم

### قصص
- وجوه آخر الليل
- معرض صور
- عالم المواطن م
- الطريق الطويلة
- الطيور
- أحزان تلك الأيام
- الوقوف على الرؤوس
- اعترافات فارس الزمان
- آخر الرجال
- كالذكريات
- أحزان آدم
- حكايات السيدة الجميلة
- الذي غير وجه التاريخ
- طائر الحب (قصص قيد النشر)
- تغريبات بني كلب وكليب وكلاب (قصص قيد النشر)

### قصص أطفال
- طريق إلى الأرض الحرة
- الأيام الرائعة
- شمس الإيمان
- عندما بكى السندباد
- الأيام الرائعة
- حكايات عن العصافير
- عندما بكى السندباد
- السمكة الذهبية (فيلم التلفزيون السوري)
- سر السمكة الذهبية
- من حكايات السندباد
- رحلات السندباد العجوز
- السندباد في سمرقند
- السندباد في جزر القمر
- السندباد في الجزيرة الحزينة
- السندباد في البلاد السعيدة
- السندباد في جزر الخليج
- السندباد في حمى الأميرات السبع
- السندباد في بلاد الأفيال
- السندباد في المدينة الزرقاء
- السندباد في بلاد الغال
- السندباد في بيت العرب القديم
- السندباد في بلاد الثلج
- السندباد في وطن أبناء السندباد
- السندباد في وطن أبناء السندباد
- السندباد في الديار المقدسة
- السندباد على طريق الحرير
- السندباد في ربوع الشام